# Quercus × turneri
Quercus × turneri és un roure que pertany a la família de les fagàcies i està dins de la secció dels roures blancs, que són els roures blancs d'Europa, Àsia i Amèrica del Nord.

## Morfologia
Quercus × turneri és un arbre semi-perennifoli de mida petita a mitjana, que pot arribar a una alçada de fins a 15 m. La seva corona és arrodonida, cònica a ovoide. Les seves branques estan lleugerament arquejades cap amunt. Les branques joves són peludes, però més tard glabres. L'escorça de les branques joves és llisa i grisenca i l'escorça del tronc és de color marró fosc i esquerdada. Les seves fulles es mantenen verdes durant tot l'any, segons la seva ubicació. D'altra banda, algunes fulles cauen o romanen pansides a l'arbre durant l'hivern. La fulla és el·líptica amb una longitud de 6 a 12 centímetres amb vores lobulades de cinc a sis vegades. La cara superior de la fulla és de color verd fosc i llisa, mentre que la cara inferior és mat i de més clar a grisenc. L'època de floració és a l'abril. Al maig, l'arbre forma aments verds i apelfats, principalment estèrils, només es formen uns quants fruits. La maduració del fruit comença al setembre. Les glans es troben agrupades en grups de 3 a 7. Les glans fan entre 2 a 2,5 cm de llargada i la seva forma és ovalada allargada amb una copa semiesfèrica en forma de feltre.

## Distribució
Quercus x turneri és un híbrid natural de l'alzina (Quercus ilex) i del roure pedunculat (Quercus robur), natiu a Espanya. que es troba on les seves àrees de distribució se superposen, però es va descriure per primera vegada a partir del cultiu. Originalment va ser criat al viver de Holloway Down de Spencer Turner, Leyton, Essex, Regne Unit, assenyalat pel zoòleg Jean-Baptiste Lamarck a Trianon, Versalles el 1783, com a chêne de turnère. (Turner va morir el gener de 1776 i els terrenys del viver, en arrendament prolongat, van tornar al propietari). Un primer exemplar que es va plantar al Royal Botanic Gardens, Kew el 1798; va ser arrencat durant la gran tempesta del 1987, però es va reassentar a terra i després va augmentar el seu creixement saludable. Its 'Pseudoturneri' cultivar has gained the Royal Horticultural Society's Award of Garden Merit.

## Taxonomia
Quercus x turneri va ser descrita per Carl Ludwig von Willdenow i publicat a Enumeratio Plantarum Horti Botanici Berolinensis 975, a l'any 1809.
Etimologia
Quercus: Nom genèric del llatí que designava igualment al roure i a l'alzina.
turneri: epítet